# Joaquim José da Graça
Joaquim José da Graça (Lisboa, Alcântara, 26 de Outubro de 1825[carece de fontes?] - 25 de Setembro de 1889) foi um administrador colonial português.

## Biografia
Exerceu o cargo de Governador-Geral interino de Angola em 1870, tendo sido antecedido pelo 2.º mandato de José Rodrigues Coelho do Amaral e sucedido por José Maria da Ponte e Horta.